# Molophilus (Molophilus) sylvicolus
Molophilus (Molophilus) sylvicolus is een tweevleugelige uit de familie steltmuggen (Limoniidae). De soort komt voor in het Australaziatisch gebied.